# Diwu Qi
Diwu Qi (第五琦) (712 ou 713 – 19 de setembro de 782), conhecido pelo nome de cortesia Yugui (禹珪), formalmente como o Duque de Fufeng (扶風公), foi um oficial da China dinastia Tang que serviu brevemente como chanceler durante o reinado do Imperador Suzong, mas era mais conhecido por sua influência nas políticas financeiras ao longo de sua carreira, incluindo sua defesa dos monopólios estatais sobre sal e ferro.

## Início de vida
Diwu Qi nasceu em 712 ou 713. Sua família era da capital da dinastia Tang, Chang'an, e traçava sua ascendência ao lendário Imperador Shun e à casa real do estado dos Estados Guerreiros, Qi. Ele perdeu seus pais cedo, e dizia-se que ele respeitava e obedecia seu irmão mais velho Diwu Hua (第五華) profundamente. Depois de crescido, ele demonstrou boas habilidades administrativas e ambição para enriquecer o império e fortalecer seus exércitos.

## Durante o reinado do Imperador Xuanzong
No final do reinado do Imperador Xuanzong, Diwu Qi serviu sob um oficial voltado para a economia, Wei Jian (韋堅). Após Wei ser removido do cargo em 746 (e mais tarde morto) devido às maquinações do chanceler Li Linfu, Diwu foi rebaixado e eventualmente serviu como secretário-geral para o Condado de Xujiang (須江, na moderna Quzhou, Zhejiang). Ele era respeitado por Helan Jinming (賀蘭進明), o governador do comando ao qual Xujiang pertencia, Comando de Xin'an.
Após o general An Lushan se rebelar no Circuito de Fanyang (范陽, sediado na moderna Beijing), Helan foi feito governador do Comando de Beihai (aproximadamente moderno Weifang, Shandong), e ele recomendou Diwu para ser seu oficial gerencial (錄事參軍, Lushi Canjun). Naquele momento, as forças de An haviam capturado cinco comandos vizinhos, e Helan não conseguia contra-atacar. O Imperador Xuanzong, descontente, enviou um emissário eunuco para Beihai para assustar Helan — declarando as instruções de: "Se Helan não conseguir recuperar o território, corte sua cabeça." Helan ficou com medo, e Diwu sugeriu gastar o dinheiro do armazém do comando para manter um corpo de assalto; Helan concordou, e o corpo de assalto assim mantido conseguiu ajudá-lo a recapturar o Comando de Xindu (aproximadamente moderno Hengshui, Hebei).

## Durante o reinado do Imperador Suzong
Após a vitória, Helan Jinming enviou Diwu Qi para relatar a vitória ao Imperador Xuanzong. Naquele momento — verão de 756 ou posteriormente — as forças do novo estado de An, Yan, haviam capturado Chang'an, forçando o Imperador Xuanzong a fugir para Chengdu. O filho do Imperador Xuanzong e príncipe herdeiro Imperador Suzong não o seguiu para Chengdu, mas fugiu para Lingwu ao invés disso, onde foi proclamado imperador (como Imperador Suzong) — um ato que o Imperador Xuanzong reconheceu quando recebeu a notícia.
Diwu encontrou-se com o Imperador Xuanzong ou o Imperador Suzong — as biografias dele no Antigo Livro de Tang e no Novo Livro de Tang conflitam a respeito disso, com o Antigo Livro de Tang indicando que ele encontrou o Imperador Xuanzong e o Novo Livro de Tang indicando que ele encontrou o Imperador Suzong, e o Zizhi Tongjian tentando harmonizar o conflito indicando que ele encontrou o Imperador Xuanzong e depois o Imperador Suzong — e conseguiu persuadir o imperador de que a principal tarefa era reabastecer o tesouro imperial com fundos da relativamente próspera região do rio Yangtze-Huai, para que os soldados pudessem ser mantidos. O imperador concordou e colocou Diwu encarregado dos assuntos financeiros da região Yangtze-Huai.
Diwu criou um monopólio oficial sobre sal e ferro e recrutou pessoas dispostas a trabalhar nessas indústrias, utilizando os lucros para reabastecer o tesouro imperial sem aumentar os impostos. Logo, a região de Henan (ou seja, modernas Henan e Shandong) foi adicionada à sua região de responsabilidade, e ele também foi nomeado vice-ministro do censo (戶部侍郎, Hubu Shilang). Em 758, com os preços dos bens aumentando consideravelmente e o reino carente de moedas, por sugestão de Diwu, o Imperador Suzong ordenou que moedas especiais intituladas Qianyuan Zhongbao (乾元重寶, Qianyuan sendo o nome da era naquela época), com cada moeda Qianyuan Zhongbao valendo 10 moedas comuns.
Em 759, como parte da reorganização dos chanceleres do Imperador Suzong, Miao Jinqing e Wang Yu foram removidos de seus cargos de chanceler, e Diwu, juntamente com Lü Yin, Li Xian, e Li Kui, foram feitos chanceleres, com a designação Tong Zhongshu Menxia Pingzhangshi (同中書門下平章事). Após Diwu se tornar chanceler, ele cunhou ainda mais moedas especiais com bordas circulares duplas (重輪錢, Chonglun Qian), valendo 50 moedas comuns.
Naquela época, os preços dos alimentos subiram precipitadamente, levando a muita fome e escassez, e também houve muitas falsificações das novas moedas. O sentimento popular culpava Diwu pela miséria, e muitas acusações foram feitas contra ele. No inverno de 759, o Imperador Suzong rebaixou Diwu para ser secretário-geral do Prefeitura de Zhong (忠州, na moderna Chongqing). O antigo superior de Diwu, Helan, foi acusado de associar-se a ele e também foi rebaixado. Após Diwu deixar Chang'an, houve outra acusação de que Diwu havia aceitado 200 taels de ouro em subornos, e o Imperador Suzong enviou o censor imperial Liu Qiguang (劉期光) para perseguir Diwu e interrogá-lo. Diwu respondeu, de forma um tanto sarcástica:
Eu era um chanceler, e não poderia ter sempre carregado 200 taéis de ouro comigo. Se você pudesse descobrir que alguém havia pago, e alguém havia recebido, por favor, prossiga e execute o julgamento de acordo com a lei.
Liu interpretou isso como uma admissão de culpa e apresentou um relatório indicando que Diwu havia admitido a culpa. Diwu foi removido de seu cargo oficial e exilado para a Prefeitura de Yi (夷州, na moderna Zunyi, Guizhou). Somente em 762 ele foi chamado de volta do exílio e nomeado prefeito da Prefeitura de Lang (朗州, na moderna Changde, Hunan).

## Durante o reinado do Imperador Daizong
Diwu Qi foi dito ter governado bem o Prefeitura de Lang e eventualmente foi chamado de volta para servir na equipe do Li Kuo, o filho e príncipe herdeiro do sucessor do Imperador Suzong, Imperador Daizong. Em 763, quando as forças Tufan lançaram um ataque surpresa a Chang'an e forçaram o Imperador Daizong a fugir para a Prefeitura de Shan (陝州, aproximadamente a moderna Sanmenxia, Henan), o Imperador Daizong nomeou o general Guo Ziyi como comandante supremo das forças Tang na região de Guanzhong, encarregando-o de recapturar e pacificar a região de Chang'an. Guo usou sua autoridade para nomear Diwu como seu vice, responsável pela logística, e em breve também nomeou Diwu como prefeito do Município de Jingzhao (京兆), o município especial que incluía Chang'an. Após o retorno do Imperador Daizong a Chang'an, Diwu foi encarregado novamente dos assuntos financeiros e foi nomeado Duque de Fufeng. Foi por sugestão dele que, em 765, após uma boa colheita de trigo na região de Guanzhong, os impostos foram aumentados para 10% da colheita de trigo. Em 766, o Imperador Daizong dividiu os assuntos financeiros do reino em dois — com Liu Yan, então ministro do censo, encarregado da metade oriental e Diwu, novamente nomeado vice-ministro do censo, encarregado da metade ocidental. Mais tarde, em 766, com as pessoas fugindo da região de Guanzhong para escapar da pesada tributação imposta por Diwu, o Imperador Daizong emitiu um perdão geral e aboliu a tributação que Diwu havia sugerido.
Além disso, por volta desses tempos, com muitos generais fazendo demandas sobre a seda armazenada no tesouro imperial, Diwu não pôde atender a todas as demandas e tentou garantir que as demandas cessassem transferindo toda a seda coletada como impostos para o Armazém Daying (大盈庫), dentro do palácio, com os eunucos responsáveis. (No entanto, isso trouxe um efeito colateral sério — como os eunucos não eram obrigados a lidar com contabilidade detalhada, tornou-se impossível contabilizar a seda coletada. Este sistema foi eventualmente abolido em 779 após a sugestão do então chanceler Yang Yan.)
Em seu cargo, Diwu foi encarregado dos assuntos financeiros por mais de uma década. Em 770, depois que o Imperador Daizong executou o poderoso eunuco Yu Chao'en, Diwu foi considerado um associado de Yu e foi rebaixado para ser o prefeito da Prefeitura de Kuo/Chu (括州/處州, na moderna Wenzhou, Zhejiang). Mais tarde, ele serviu como prefeito de outras duas prefeituras, antes de ser chamado de volta — mas não para Chang'an, e sim para a capital oriental Luoyang — para servir, titularmente, novamente, na equipe do príncipe herdeiro.

## Durante o reinado do Imperador Dezong
Após a morte do Imperador Daizong em 779, Li Kuo o sucedeu como Imperador Dezong. Ele acreditava que Diwu era capaz e, em 782, chamou Diwu de volta para Chang'an, pronto para promovê-lo. No entanto, Diwu morreu pouco depois de chegar a Chang'an e foi enterrado com honras.